# Солянская волость
Солянская во́лость — административно-территориальная единица, входившая в состав Николаевского уезда Самарской губернии. Образована в начале XX века путём выделения из Нижне-Покровской волости.
Административный центр — село Солянка.
Население волости составляли преимущественно белороссы, малороссы и русские.
В период до установления советской власти волость имела аппарат волостного правления, традиционный для таких административно-территориальных единиц Российской империи.
Согласно карте уездов Самарской губернии издания губернского земства 1912 года волость располагалась в юго-восточной части Николаевского уезда вдоль границы с Новоузенским уездом. На западе волость граничила с Любицкой волостью, на севере - с Нижне-Покровской и Кузябаевской волостями, на востоке - с Нижне-Покровской волостью.
Территория бывшей волости является частью земель Озинского и Перелюбского районов Саратовской области.

## Состав волости
| деревня Владимировка              | 532  | 200 | 103 | 7  | белороссы и малороссы, православные | не существует                                 |
| село Солянка                      | 2434 | 200 | 110 | 0  | белороссы, православные             | село, Озинский район Саратовская область      |
| Хутора                            |      |     |     |    |                                     |                                               |
| Грызлы                            | 247  | 200 | 103 | 7  | православные                        |                                               |
| Кочетка                           | 260  | 200 | 103 | 7  | русские, православные               |                                               |
| Безусак                           | 51   | 200 | 100 | 10 | русские, православные               |                                               |
| Перекопновский                    | 24   | 200 | 100 | 10 | русские, православные               |                                               |
| Рекутин                           | 15   | 200 | 100 | 8  |                                     |                                               |
| Бенардаки (купца А.М. Мальцева)   | 84   | 200 | 115 | 15 |                                     | поселок в Озинском районе Саратовской области |
| Петиновский (купца А.М. Мальцева) | 19   | 200 | 115 | 15 |                                     |                                               |
| Девичий (купца А.М. Мальцева)     | 19   | 200 | 120 | 20 |                                     |                                               |
| Холманка (купца А.М. Мальцева)    | 36   | 200 | 115 | 30 |                                     |                                               |